# The Flatlanders
Los Flatlanders son una banda estadounidense de country formada en Lubbock, Texas en 1972 por Jimmie Dale Gilmore, Joe Ely y Butch Hancock. La banda es considerada una de las pioneras del country alternativo y obtuvo reconocimiento durante los años de 1972 a 1973, pero con el éxito solista de sus miembros individuales, el interés en The Flatlanders se reavivó, con la banda reuniéndose varias veces desde entonces. 

## Historia
En 1972, Gilmore, Ely y Hancock, formaron The Flatlanders con cada una de sus voces, guitarra y habilidades de composición.  Otros músicos clave fueron Steve Wesson en autoharp y sierra musical, Tony Pearson en mandolina y armonía de respaldo, Tommy Hancock (sin relación con Butch Hancock) en violín y Syl Rice en bajo de cuerda. 
Una de las primeras apariciones de la banda fue en el Festival Folclórico de Kerrville en 1972, donde fueron nombrados como uno de los ganadores del Concurso de Cantantes / Compositores de Kerrville Folk Festival. 
El primer proyecto de grabación de la banda fue producido en 1972 por Shelby Singleton, el entonces propietario de Memphis, el famoso Sun Studios de Tennessee.  Un sencillo promocional, "Dallas" de Gilmore, fue un fracaso comercial, y el álbum planeado, All American Music, fue casi desechado, siendo lanzado solo en una carrera limitada en cinta de 8 pistas para cumplir con las obligaciones contractuales.
Los Flatlanders actuaron hasta 1973 antes de disolverse. Para el final de la década, sin embargo, Gilmore, Ely y Hancock habían tenido éxito como solistas, y comenzaron a circular rumores de su oscura colaboración anterior. En 1990, Rounder Records emitió las sesiones de 1972 como Más una leyenda que una banda.
Los tres músicos continuaron reuniéndose para ocasionales actuaciones de The Flatlanders.  En 1998 contribuyeron a la banda sonora de The Horse Whisperer, y luego en 2002 lanzaron su álbum de seguimiento, Now Again, en New West Records. En 2004, esto fue seguido con Wheels of Fortune , de nuevo en New West.  En 2004, New West lanzó Live '72 una grabación en vivo de la entonces desconocida banda de country tocando en el One Knite honky-tonk en Austin, Texas. 
En 2009, The Flatlanders lanzó el álbum, Hills & Valleys. En la promoción del álbum, el grupo apareció como invitados musicales en el Late Show con David Letterman el 21 de julio de 2009, y en A Prairie Home Companion de Garrison Keillor el 27 de abril de 2013. En 2012, The Flatlanders lanzó The Odessa Tapes, un álbum compuesto por grabaciones inéditas de las sesiones de grabación de 1972 y en 2021 lanzaron Treasure of Love.
The Flatlanders fueron elegidos para votar en el Salón de la Fama de los Austin Music Awards en marzo de 2016.

## Discografía
| Título                                     | Detalles                                                                   | Posiciones de la tabla de picos | Posiciones de la tabla de picos | Posiciones de la tabla de picos | Posiciones de la tabla de picos |
| Título                                     | Detalles                                                                   | Billboard charts                | Billboard                       | Top Heatseekers                 | Álbumes independientes          |
| ------------------------------------------ | -------------------------------------------------------------------------- | ------------------------------- | ------------------------------- | ------------------------------- | ------------------------------- |
| Un camino más                              | - Fecha de lanzamiento: 1980 - Etiqueta: Plantation Records                | -                               | -                               | -                               | -                               |
| Más una leyenda que una banda              | - Fecha de lanzamiento: 1990 - Sello: Rounder Records                      | -                               | -                               | -                               | -                               |
| Ahora de nuevo                             | - Fecha de lanzamiento: 21 de mayo de 2002. - Etiqueta: New West Records   | 19                              | 168                             | 3                               | 12                              |
| Ruedas de la fortuna                       | - Fecha de lanzamiento: 27 de enero de 2004. - Etiqueta: New West Records  | 35                              | -                               | 17                              | 17                              |
| Live '72                                   | - Fecha de lanzamiento: 29 de junio de 2004. - Etiqueta: New West Records  | -                               | -                               | -                               | -                               |
| Colinas y valles                           | - Fecha de lanzamiento: 31 de marzo de 2009. - Etiqueta: New West Records  | 38                              | -                               | 14                              | 47                              |
| Las cintas de Odessa                       | - Fecha de lanzamiento: 28 de agosto de 2012. - Etiqueta: New West Records | 48                              | -                               | 19                              | -                               |
| "-" denota lanzamientos que no se trazaron |                                                                            |                                 |                                 |                                 |                                 |